# 海陆可靠性数据
海陆可靠性数据（英文名：Offshore and Onshore Reliability Data, 缩写：OREDA）项目于1981年由挪威石油署（现称为挪威石油安全委员会）合作成立。该项目搜集整理的数据是“油气行业最主要的可靠性数据来源之一”，尤其“在海上油气设备故障频率，故障类别分布以及维修周期提供了独特的数据来源”。 OREDA最初的目标收集石油行业中，安全设备的可靠性数据。当前组织是由一些石油天然气公司联合于1983年成立，同时OREDA所收集的可靠性数据也被拓展到了更加广泛被使用在油气开采中的设备。OREDA主要涵盖了海底以及海上平台设备，但同时也包括了一些陆地石油开采和下游设备。
该项目主要目标是通过收集并分析维护和运营数据，建立高质量可靠性数据库，同时在参与公司之间交换可靠性，可用性，维护和安全（RAMS）技术；从而促进改善在油气勘探与生产中使用设备的设计与运营的安全性与成本效益。

## 历史
OREDA项目分阶段进行，每个阶段通常为期两到三年。最终收集整理的数据会以手册形式不断的发布。
  
- 阶段 I （1983-1985）
这阶段主要任务是收集并编撰海洋钻井作业设备数据，同时这些数据被发布在第一版的OREDA手册中。这体现了八个参与项目的石油与天然公司在安全问题上合作意志。尽管在这初始阶段收集的数据涵盖了各种设备类型，但是整体的数据详尽程度不如该项目的后期阶段。[2]
 此阶段收集的数据被发表于OREDA手册（1984版），但是这些数据被没有被收录于OREDA数据库。

- 阶段 II （1987-1990）
为了提高数据质量，项目在此阶段的目标被调整为仅收集对生产有关键影响的设备数据。数据开始被存储在Windows 操作系统的数据库中。一个量身定制的数据收集与分析程序，即OREDA软件，开始被开发。[2]
 在此阶段收集的数据被出版在OREDA手册 （1992版），同时该手册也该涵盖了阶段一中已经收集的数据。

- 阶段 III （1990-1992）
这一阶段增加了设备的类别，同时更多关于维护项目的数据被收集。伴随着被建立的“数据收集准则”以及改善的质量监控手段，数据收集的质量有了很大提高。OREDA软件的用户界面在此阶段得到了改善，同时程序编制方面的修改使得该软件成为了一个在数据收集方面更具有广泛目的的工具。[2]
 在此阶段收集的数据被出版在OREDA手册 （1997版）。
- 阶段 IV（1993-1996）
数据收集与分析的新一代软件被开发，伴随着数据自动导入和转换的软件与步骤。收集的数据的设备类别与阶段大体一致。与之前相比，数据的采集在很大程度上主要由各参与公司自己参与完成。关于计划维护相关的数据也被囊括。[2] 
 在此阶段收集的数据被出版在OREDA手册 （2002版）。

- 阶段 V （1997-2000）
新的设备分类被增添到项目里，同时数据的收集工作更侧重于海底设备。[2]
 在此阶段收集的数据被出版在OREDA手册（2002版）。

- 阶段 VI （2000-2001）
此阶段，数据收集工作主要集中于海底设备和新设备类别上。同时建立了一个由一些主要海底设备制造商合作的论坛。[2]
 在此阶段收集的数据被出版在OREDA手册（2009版）。

- 阶段 VII （2002-2003）
此阶段，数据收集工作继续聚焦在海底设备上。同时，在来自OREDA项目参与者的贡献下，新版的ISO14224 开始进行。[2]
 在此阶段收集的数据被出版在OREDA手册（2009版）。

- 阶段 VIII （2004-2005）
此阶段继续了前一阶段的目标和任务。OREDA项目的会员们参与了ISO 114224的编写，并与2006十二月发布。[2]

- 阶段 IX（2006-2008）
为了庆祝OREDA 25周年，一个研讨会被举行。[2] 
 在此阶段收集的数据被出版在OREDA手册 （2015版）。

- 阶段 X （2009-2011）
发布第五版OREDA手册（2009版），开发新的安全分析软件，GDF 和 PEtro加入该项目，成为会员。[2]

- 阶段 XI （2012-2014）
开发新一代的数据采集工具，筹划第三版OREDA手册（2015版），进行数据库的质量审查。重新设计OREDA项目的徽标，OREDA手册封面和OREDA项目的网页。[2]

- 阶段 XII（2015-）
从2015起，OREDA项目已经在其第十二阶段。在此阶段，第六版的手册被出版（2015版）。同时在与欧洲安全，可靠与数据委员会的合作下，新的网上商店开始上线运行。[2][5]

## 参与者
随着时间的推移，这些石油与天然气公司进进出出，有些时候由于公司名称的改变或者是合并。下表总结了在阶段8，11和12中参与公司的名单。
| 公司               | 阶段 VIII | 阶段 IX | 阶段 XII |
| ------------------ | --------- | ------- | -------- |
| 英国石油公司       | ✔         | ✔       | ✔        |
| 康菲国际石油公司   | ✔         | ✔       |          |
| 法国燃气苏伊士集团 |           |         | ✔        |
| 意大利埃尼石油集团 | ✔         | ✔       | ✔        |
| 埃克森美孚公司     | ✔         | ✔       |          |
| 挪威Gassco         | ✔         | ✔       | ✔        |
| 巴西国家石油公司   |           |         | ✔        |
| 荷兰皇家壳牌集团   | ✔         | ✔       | ✔        |
| 挪威国家石油公司   | ✔         | ✔       | ✔        |
| 道达尔             | ✔         | ✔       | ✔        |

## 组织架构
OREDA项目执行委会由参与公司各派一名人员和一名副手组成。执行委员会主席从这些人中选举产生，并且任命项目经理。项目经理负责协调由委员会批准的事务。项目经理同时负责数据质量的保证工作。挪威船级社，作为一个国际认证与分级机构，在项目阶段1和2被聘用为项目经理。在阶段3到10，由SINTEFF担任项目经理。从阶段11开始，挪威船级社再次充当项目经理角色。OREDA手册的发布被当成一个单独的项目对待，但是在与OREDA执行委员会沟通以后， 当前版本（2015）是由挪威科技大学和sinte联合准备，并有挪威船级社负责市场营销。

## 需求
在OREDA项目启动之前，“没有真实可靠的关于海上油气安装的故障信息来源，” 同时对于风险评估只能基于“来自陆地石油和其他工业的相关数据信息”。

## 数据
截止到1996年，OREDA已经对大约24，000件海上油气设备进行了校验，并且记录了33，000次设备故障。在数据库中的故障按严重性等级被分为以下四类：关键性故障，退化性故障，早期故障，和未知严重性故障。
数据库中记录的数据包含了近300次安装，超越15000件设备，几乎40000次故障以及近75000次保养记录。对于数据的访问权限以及使用OREDA软件进行搜索和分析仅限于参与OREDA项目的公司。当然与这些参与公司合作的合同商也可以给予临时访问和使用权限。

## 数据库结构
数据库中的数据是由设备安装者和所有权者进行录入。每一件设备（比如燃气轮机）拥有单独的数据库清单记录，这其中包括了对该设备的技术描述，环境和运行条件，以及所有相关的故障事件记录。每一件故障事件由一些列的数据组成，即故障原因，日期，影响以及模式。纠正和预防性的保养维修也被涵盖其中。

## 软件
OREDA软件用来对数据进行收集，分析与核对。该软件特征包括对数据的高级搜索，数据自动导入，质量校对，可靠性分析，针对海底设备数据的定制模块（包括事件记录工具），以及配置用户使用的应用选择。它也可被用于收集公司内部数据。
最新版的软件发布与第六版的OREDA手册保持一致，涵盖了拓展一整套设备类别，这其中包括了常见海底设备器件，海底控制系统，电缆，海底泵和海底容器。

## 影响
OREDA数据库的使用“帮助节省了在油气平台开发与运营大量的开支"。
同时OREDA项目对其他一些类似公司间在相关产业方面合作项目的创建提供了很好了的借鉴作用，比如由英国风场工业创办的系统表现，可用性以及可靠性趋势分析数据库。